# Ignacio Bolívar
Ignacio Bolívar y Urrutia (Madrid, 9 de noviembre de 1850-Ciudad de México, 19 de noviembre de 1944) fue un naturalista y entomólogo español, investigador e impulsor del desarrollo de la ciencia biológica.

## Biografía
Licenciado en Derecho y doctorado en Ciencias Naturales, fue alumno del catedrático de zoología Laureano Pérez Arcas, quien influyó mucho en su vida científica.
En 1875 obtuvo plaza de profesor en la Universidad Central de Madrid, donde fue nombrado catedrático de Entomología en 1877. Vinculado al krausismo, presidió la Junta para Ampliación de Estudios e Investigaciones Científicas de Madrid (1934-1939), sucediendo a Santiago Ramón y Cajal, y la Real Sociedad Española de Historia Natural y fue miembro de la Real Academia Española (1930) y de la Real Academia de Ciencias Exactas, Físicas y Naturales (1915) y de diversas sociedades científicas de Europa y América. También fue director del Museo de Ciencias Naturales (1901-1934) y del Real Jardín Botánico de Madrid (1921-1930).
Ignacio Bolívar se consagró principalmente al estudio de la entomología, en la que alcanzó un gran prestigio internacional. En este campo escribió más de 300 libros y monografías y descubrió más de mil especies nuevas y unos 200 géneros nuevos. Además, animó a dedicarse a la entomología a grandes científicos como José María de la Fuente y Eugenio Morales Agacino.
En 1928 fue galardonado con la medalla Echegaray de la Real Academia de Ciencias Exactas, Físicas y Naturales, y al año siguiente fue homenajeado con la acuñación de una medalla con su retrato, diseñada por el escultor Miguel Blay; de ella hay un ejemplar en el Museo del Prado.
A los ochenta y nueve años de edad, durante la Guerra Civil, se exilió al sur de Francia (en 1939). Posteriormente, en ese mismo año, se trasladó a México, junto con su hijo, también entomólogo, Cándido Luis Bolívar y Pieltáin. Fue miembro honorario de La Casa de España en México, además, fue nombrado Doctor honoris causa por la Universidad Nacional Autónoma de México después de una extraordinaria labor académica y de colaboración científica que mantuvo durante cinco años, el tiempo que transcurrió desde su llegada hasta su muerte, a la edad de noventa y cuatro años.
Fundó en México, en 1940, con otros exiliados españoles, la revista Ciencia, publicación que es, a partir de 1980, el órgano oficial de la Academia Mexicana de Ciencias. También fue presidente de la Unión de Profesores Universitarios Españoles en el Extranjero. Entre sus obras más importantes figuran: Ortópteros de España nuevos o poco conocidos (1873) y Catálogo sinóptico de los ortópteros de la fauna ibérica (1900).
El 30 de enero de 2019 el gobierno de España reconoció la «ilegitimidad» de las sanciones franquistas a los siete científicos represaliados por Franco, entre ellos Bolívar y se realizó un homenaje de reparación con la devolución del diploma de Académicos Numerarios que les fue retirado durante la dictadura de Francisco Franco.
Sus obras pasaron a ser de dominio público en el año 2025, y se encuentran digitalizadas en la Biblioteca Nacional de España para ser descargadas en su página web.

## Abreviatura (zoología)
La abreviatura Bolívar  se emplea para indicar a Ignacio Bolívar como autoridad en la descripción y taxonomía en zoología.